# Никольская (Вашкинский район)
Никольская — деревня в Вашкинском районе Вологодской области.
Входит в состав Роксомского сельского поселения, с точки зрения административно-территориального деления — в Роксомский сельсовет.
Расстояние по автодороге до районного центра Липина Бора — 26 км, до центра муниципального образования деревни Парфеново — 0,5 км. Ближайшие населённые пункты — Васютино, Ильинское, Мыс, Парфеново, Сальниково, Семяновская, Сухоежино, Тимино.
По переписи 2002 года население — 15 человек.